# Exército Texano

Exército do Texano

O Exército Texano, em inglês:  Texian Army, também conhecido como Exército Revolucionário e Exército do Povo, foi o ramo da guerra terrestre das forças armadas texanas durante a Revolução do Texas. Formou-se espontaneamente a partir da Milícia Texana em outubro de 1835, após a Batalha de Gonzales. Junto com a Marinha do Texas, ajudou a República do Texas a conquistar a independência da República Centralista do México em 14 de maio de 1836 nos Tratados de Velasco. Embora o Exército da República do Texas tenha sido oficialmente estabelecido em 13 de novembro de 1835, não substituiu o Exército Texano até depois da Batalha de San Jacinto.
| Ativo      | 1º de outubro de 1835 - 21 de abril de 1836 |
| País       | República do Texas |
| Fidelidade | Governo provisório do Texas Constituição da República do Texas |
| Tipo       | Exército |
| Função     | Guerra terrestre |
| Tamanho    | 3 685-3 700 (aproximado) |
| Combates   | Revolução do Texas - Batalha de Gonzales (1835) - Batalha de Goliad (1835) - Batalha de Concepción (1835) - Batalha de Lipantitlán (1835) - Grass Fight (1835) - Cerco de Béxar (1835) - Batalha de San Patricio (1836) - Batalha de Agua Dulce (1836) - Batalha do Álamo (1836) - Batalha de Refugio (1836) - Batalha de Coleto (1836) - Batalha de San Jacinto (1836) |